# Feira da Mata
Feira da Mata é um município brasileiro no interior e oeste do estado da Bahia. Sua população estimada em 2021 era de 5 656 habitantes, de acordo com o IBGE.
Sua emancipação política ocorreu em 1989, quando desmembrou-se de Carinhanha.